# Endill
Endill es el nombre de varios personajes legendarios que aparecen en diversas fuentes literarias y sagas nórdicas como jotun, rey del mar o dios nórdico. Particularmente se les menciona en la lista de reyes del mar Nafnaþulur de la Edda prosaica, Þórsdrápa y en varios kennings.
En la piedra rúnica de Karlevi su nombre aparece como [Æ]ndils iarmungrundaR que es un kenning para el mar. El proyecto Rundata lo traduce como la "expansión de Endill" o el "poderoso dominio de Endill", y sugiere que Endill pudo ser un dios de las naves que navegaban los mares. Otros kenning relacionados se refieren a Endils öndur que significa el "cielo de Endil" y Endils eykur que significa el "caballo de Endil" ambos se refieren a barcos; otro kenning Endils fold significa la "tierra de Endil" relacionado también con el mar.